# Боцко, Габор
Габор Боцко (венг. Boczkó Gábor Gyula; род. 1 апреля 1977, Тапольца) — венгерский фехтовальщик, специализирующийся на шпаге. Двукратный призёр Олимпийских игр, семикратный чемпион Европы и чемпион мира.

## Биография

### Спортивная карьера
Начал заниматься фехтованием в десять лет под влиянием отца. Занимался под руководством тренеров Кинги Эйтнер Борошне и Тамаша Нодя Данчхази. В ходе карьеры представлял клубы «Таполчай» и «Гонвед». Окончил Университет Святого Иштвана по специальности «экономика».
Габор Боцко дебютировал на международной арене в 1993 году, завоевав серебряную медаль в шпаге на чемпионате мира среди кадетов в США. Год спустя, на этом же турнире в Мексике, он выиграл бронзу. В 1994 и 1996 годах становился победителем молодёжных чемпионатов мира.
19-кратный чемпион Венгрии в период с 1997 по 2014 годы. Первое золото взрослого чемпионата Европы Боцко добыл в 1997 году в Польше. Всего на континентальных первенствах он завоевал 7 золотых, 5 серебряных и 3 бронзовые награды. На Универсиадах он выиграл две медали в командной шпаге: серебро в 1997 году и бронзу в 2003 году.
Олимпийский дебют Боцко состоялся в 2004 году в Афинах. В индивидуальной шпаге он занял 18-е место, однако в командных соревнованиях вместе с Кристианом Кульчаром, Иваном Ковачем и Гезой Имре стал серебряным призёром, уступив в финале сборной Франции.
На Олимпийских играх 2008 года в Пекине венгерский фехтовальщик остался без наград в обоих разрядах. В индивидуальной шпаге уступил в поединке за бронзу испанцу Хосе Луису Абахо.
Единственную золотую медаль чемпионата мира Боцко выиграл в командной шпаге в Будапеште в 2013 году. В его активе также две серебряные и четыре бронзовые медали других мировых первенств.
Последним турниром в его карьере стала Олимпиада 2016 года в Рио-де-Жанейро, третья по счёту для спортсмена. Там он завоевал бронзу в командной шпаге вместе с Гезой Имре, Андрашем Редли и Петером Шомфаи.

### Дальнейшая карьера
Летом 2017 года был избран в исполнительный комитет Европейской федерации фехтования и стал исполняющим обязанности генерального секретаря Венгерской ассоциации фехтования. В 2021 году он был переизбран в члены исполкома ЕФФ.
С января 2022 года — главный тренер сборной Венгрии по фехтованию.

## Личная жизнь
Супруга — гандболистка Агнеш Хорняк (род. 1982). В браке воспитывают сына.

## Награды
- Венгерский фехтовальщик года (4): 2002, 2008, 2010, 2013[11]
- Орден Заслуг (2004)

## Достижения
| Олимпийские игры | Олимпийские игры | Олимпийские игры | Олимпийские игры     |
| Год              | Место            | Медаль           | Категория            |
| ---------------- | ---------------- | ---------------- | -------------------- |
| 2004             | Афины            | 2                | командная шпага      |
| 2016             | Рио-де-Жанейро   | 3                | командная шпага      |
| Чемпионат мира   |                  |                  |                      |
| Год              | Место            | Медаль           | Категория            |
| 2007             | Санкт-Петербург  | 3                | командная шпага      |
| 2009             | Анталья          | 2                | командная шпага      |
| 2010             | Париж            | 3                | индивидуальная шпага |
| 2010             | Париж            | 3                | командная шпага      |
| 2011             | Катания          | 2                | командная шпага      |
| 2012             | Киев             | 3                | командная шпага      |
| 2013             | Будапешт         | 1                | командная шпага      |
| Чемпионат Европы |                  |                  |                      |
| Год              | Место            | Медаль           | Категория            |
| 1997             | Гданьск          | 1                | индивидуальная шпага |
| 2002             | Москва           | 1                | индивидуальная шпага |
| 2003             | Бурж             | 1                | индивидуальная шпага |
| 2005             | Залаэгерсег      | 3                | командная шпага      |
| 2006             | Измир            | 1                | командная шпага      |
| 2007             | Гент             | 1                | командная шпага      |
| 2008             | Киев             | 2                | командная шпага      |
| 2009             | Пловдив          | 1                | командная шпага      |
| 2009             | Пловдив          | 3                | индивидуальная шпага |
| 2010             | Лейпциг          | 1                | командная шпага      |
| 2010             | Лейпциг          | 2                | индивидуальная шпага |
| 2011             | Шеффилд          | 2                | командная шпага      |
| 2012             | Леньяно          | 2                | командная шпага      |
| 2013             | Загреб           | 2                | командная шпага      |
| 2015             | Монтрё           | 3                | индивидуальная шпага |

## Рейтинг
| Сезон | Место | Категория | Сезон | Место |
| ----- | ----- | --------- | ----- | ----- |
| 02/03 | 51    | Взрослые  | 09/10 | 6     |
| 03/04 | 7     | Взрослые  | 10/11 | 11    |
| 04/05 | 19    | Взрослые  | 11/12 | 28    |
| 05/06 | 1     | Взрослые  | 12/13 | 4     |
| 06/07 | 3     | Взрослые  | 13/14 | 50    |
| 07/08 | 7     | Взрослые  | 14/15 | 7     |
| 08/09 | 5     | Взрослые  | 15/16 | 17    |